# Екологічний конфлікт

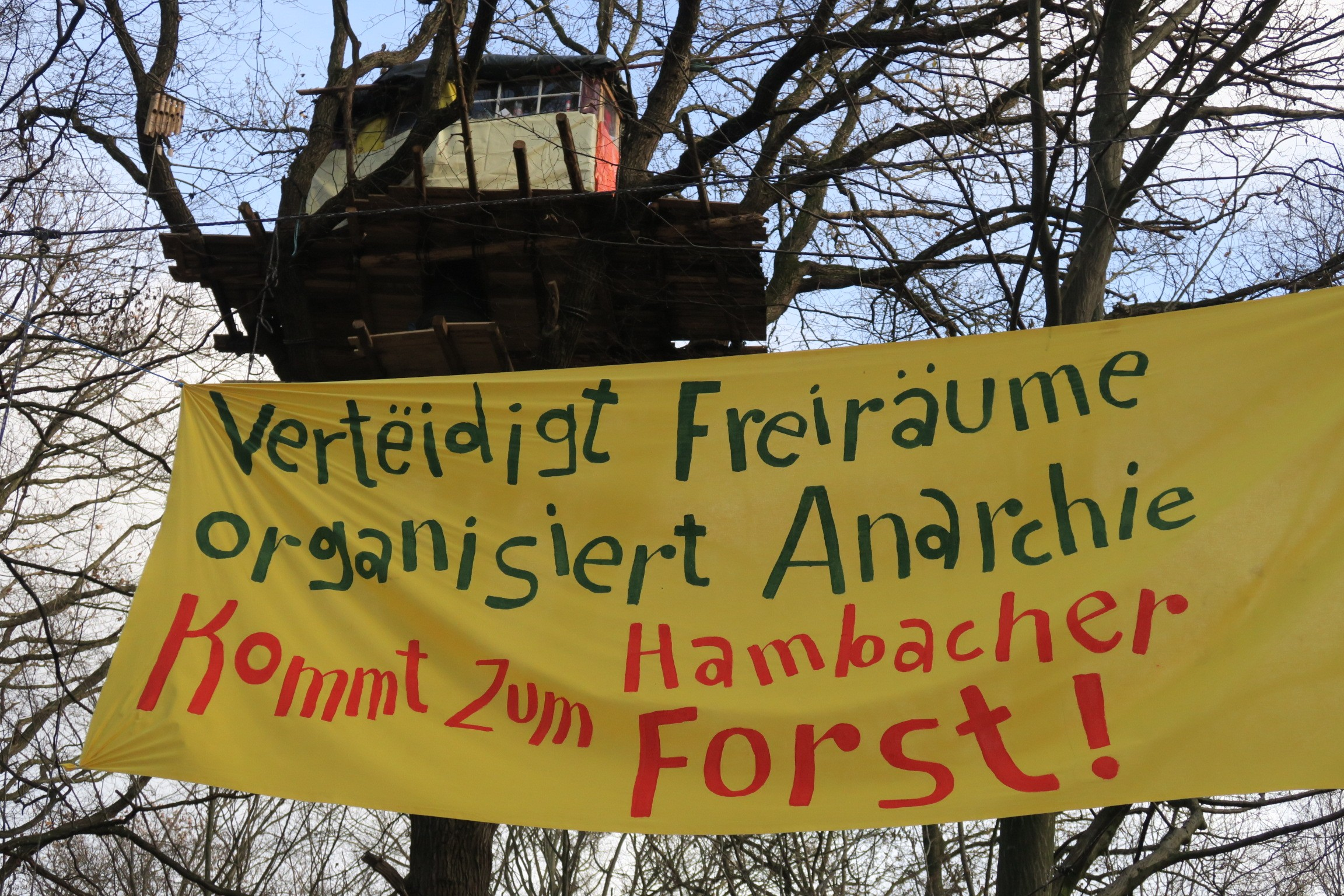
Ліс Гамбах протестує проти розширення вугільної шахти

Екологічні конфлікти або конфлікти екологічного розподілу (EDC) — соціальні конфлікти, спричинені деградацією навколишнього середовища або нерівним розподілом ресурсів навколишнього середовища. Атлас екологічної справедливості задокументував 3100 екологічних конфліктів у всьому світі станом на квітень 2020 року та підкреслив, що багато інших конфліктів залишаються незадокументованими. Сторони, залучені в ці конфлікти, включають місцеві громади, держави, компанії та інвесторів, а також соціальні та екологічні рухи; зазвичай захисники навколишнього середовища захищають свою батьківщину від видобутку ресурсів або утилізації небезпечних відходів. Діяльність з видобутку ресурсів і утилізації небезпечних відходів часто призводить до дефіциту ресурсів (наприклад, через надмірний вилов чи вирубку лісів), забруднює навколишнє середовище та погіршує життєвий простір для людей і природи, що призводить до конфліктів.
Часто екологічні конфлікти зосереджуються на питаннях екологічної справедливості, правах корінного населення, правах селян або загрозах громадам, чия життєдіяльність залежить від океану. На результати локальних конфліктів дедалі більше впливають транснаціональні мережі екологічної справедливості, які складають глобальний рух за екологічну справедливість.
Екологічний конфлікт може ускладнити реагування на стихійне лихо або загострити існуючі конфлікти – особливо в контексті геополітичних суперечок або коли громади були переселені з метою створення екологічних мігрантів.
Терміни соціально-екологічний конфлікт, екологічний конфлікт або EDC іноді використовуються як синоніми. Дослідження цих конфліктів пов'язане з галузями екологічної економіки, політичної екології та екологічної справедливості.

## Причини
Походження екологічних конфліктів можна безпосередньо пов'язати з промисловою економікою. Оскільки менше 10 % матеріалів та енергії переробляється, індустріальна економіка постійно розширює видобуток енергії та матеріалів на кордонах товарів за допомогою двох основних процесів:
1. Присвоєння нових природних ресурсів через територіальні претензії та захоплення землі.
2. Підвищення ефективності експлуатації існуючих об'єктів шляхом інвестицій або соціальних і технічних інновацій[10]

EDC спричинені несправедливим розподілом екологічних витрат і вигод. Ці конфлікти виникають через соціальну нерівність, спірні претензії на територію, поширення видобувної промисловості та наслідки економічної індустріалізації за останні століття. Нафтова, гірничодобувна промисловість і сільське господарство є осередками екологічних конфліктів.

## Типи конфліктів

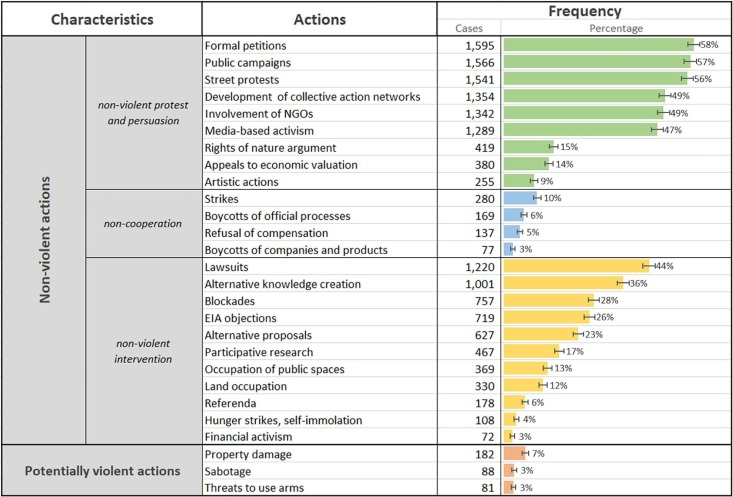
Захисники довкілля використовують широкий спектр тактик

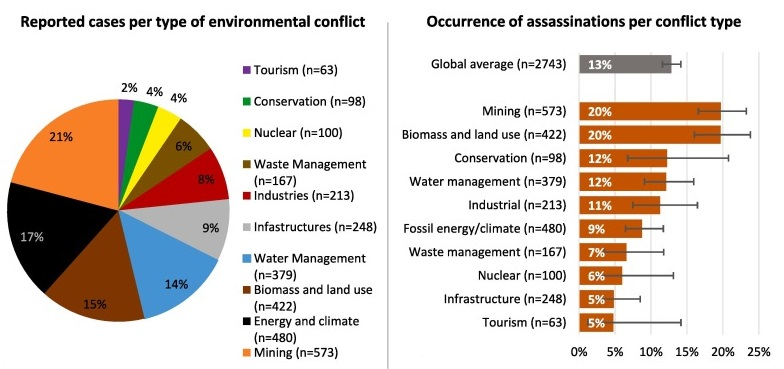
Більшість екологічних конфліктів виникають у гірничодобувній галузі, енергетиці та утилізації відходів.

У документі 2020 року відображено аргументи та занепокоєння захисників навколишнього середовища в понад 2743 конфліктах, які містяться в Атласі екологічної справедливості (EJAtlas). Аналіз показав, що промисловими секторами, які найчастіше зазнають екологічних конфліктів, є гірничодобувна промисловість (21 %), викопна енергетика (17 %), біомаса та землекористування (15 %) та управління водними ресурсами (14 %). Вбивства захисників навколишнього середовища сталися в 13 % зареєстрованих випадків.
Існувала також явна різниця в типах конфліктів, які зустрічаються в країнах з високим і низьким рівнем доходу. У країнах з низьким рівнем доходу було більше конфліктів навколо збереження, управління водними ресурсами, використання біомаси та землі; тоді як у країнах з високим рівнем доходу майже половина конфліктів зосереджена на поводженні з відходами, туризмі, атомній енергетиці, промислових зонах та інших інфраструктурних проектах. Дослідження також показало, що більшість конфліктів починається з самоорганізованих місцевих груп, які захищаються від посягань, зосереджуючись на ненасильницькій тактиці.
Захисники води та землі, які захищають права корінних народів, зазнають кримінальної відповідальності набагато частіше, ніж в інших конфліктах.
Екологічні конфлікти можна класифікувати на основі різних етапів товарного ланцюга: під час видобутку джерел енергії чи матеріалів, під час транспортування та виробництва товарів або під час остаточного видалення відходів.

### Категорії EJAtlas
EJAtlas заснували Лія Темпер і Джоан Мартінес-Алієр, а координує Даніела Дель Бене. Його метою є «задокументувати, зрозуміти та проаналізувати політичні результати, які виникають або можуть виникнути» в результаті конфліктів екологічного розподілу. Він розміщений у ICTA Автономного університету Барселони. З 2012 року вчені та активісти співпрацювали над написанням записів, і до липня 2021 року їх кількість досягла 3500.
Атлас EJ визначає десять категорій конфліктів екологічного розподілу:
1. Конфлікти щодо збереження біорізноманіття
2. Біомаса та земельні конфлікти (ліси, сільське господарство, рибальство та тваринництво)
3. Викопне паливо та кліматична справедливість/енергетика
4. Промислові та комунальні конфлікти
5. Інфраструктура та антропогенне середовище
6. Видобуток мінеральних руд і будівельних матеріалів
7. Ядерний
8. Відпочинковий туризм
9. Поводження з відходами
10. Водне господарство

## Конфлікти екологічного розподілу
Конфлікти екологічного розподілу (EDCs) — термін, введений у 1995 році Джоан Мартінес-Альє та Мартіном О'Коннором. EDC виникають через несправедливий доступ до природних ресурсів, нерівномірно розподілений тягар забруднення навколишнього середовища та пов'язані зі здійсненням влади різними соціальними суб'єктами, коли вони вступають у суперечки щодо доступу до природних ресурсів або впливу на них. Наприклад, фабрика може забруднити річку, що вплине на громаду, життя якої залежить від води в річці. Те саме стосується кліматичної кризи, яка може спричинити підвищення рівня моря на деяких островах Тихого океану. Цей тип збитків часто не оцінюється ринком, що не дозволяє потерпілим отримати компенсацію.
Екологічні конфлікти відбуваються як локального, так і глобального масштабів. Хоча багато з цих конфліктів відбуваються між глобальним Півднем і глобальною Північчю (наприклад, австралійська гірничодобувна компанія, що працює в Індонезії), багато з них також є локальними конфліктами в короткому товарному ланцюжку (наприклад, місцевий видобуток піску та гравію для сусіднього цементного заводу).

### Інтелектуальна історія
З моменту свого створення термін «екологічний конфлікт розподілу» був пов'язаний із дослідженнями в галузях політичної екології, екологічної економіки та екофемінізму. Він також був прийнятий у неакадемічному середовищі через рух за екологічну справедливість, де він розгалужується в академічному середовищі та активізмі, щоб допомогти громадським рухам у юридичній боротьбі.
У своїй лекції 1874 року «Наймана праця та капітал» Карл Маркс представив ідею про те, що економічні відносини при капіталізмі за своєю суттю є експлуататорськими, тобто економічна нерівність є неминучістю системи. Він припустив, що це тому, що капіталізм розширюється через накопичення капіталу, постійно зростаючий процес, який вимагає економічного підкорення частини населення, щоб функціонувати.
Спираючись на цю теорію, вчені в галузі політичної економії створили термін «конфлікти економічного розподілу», щоб описати конфлікти, які виникають через цю притаманну економічну нерівність. Цей тип конфлікту зазвичай виникає між сторонами з економічними відносинами, але нерівною динамікою влади, такими як покупці та продавці або боржники та кредитори.
Проте Мартінес Альєр і Мартін О'Коннор помітили, що цей термін зосереджується виключно на економіці, оминаючи конфлікти, які виникають не через економічну нерівність, а через нерівний розподіл екологічних ресурсів. У відповідь у 1995 році вони ввели термін «конфлікт екологічного розподілу». Цей тип конфлікту виникає на товарних кордонах, які постійно переміщуються та змінюються через нестійкий соціальний метаболізм суспільства. Ці конфлікти можуть виникнути між видобувною промисловістю та корінним населенням або між суб'єктами, що забруднюють навколишнє середовище, і тими, хто живе на маргіналізованих землях. Її коріння все ще можна побачити в марксистській теорії, оскільки вона базується на ідеї, що потреба капіталізму в експансії породжує нерівність і конфлікт.
Несправедливий екологічний розподіл можна віднести до капіталізму як системи переміщення витрат. Неокласична економіка зазвичай розглядає ці наслідки як «провали ринку» або «зовнішні ефекти», які можна оцінити в грошовому вираженні та інтерналізувати в системі цін. Вчені з екологічної економіки та політичної екології виступають проти ідеї економічної співмірності, яка могла б стати основою механізмів екокомпенсації для постраждалих громад. Натомість вони виступають за різні мови оцінювання, такі як священність, засоби до існування, права на природу, територіальні права корінного населення, археологічні цінності, екологічна чи естетична цінність.

### Використання в судових справах
Концепція конфліктів екологічного розподілу (EDCs) була введена, щоб полегшити систематичне документування та аналіз екологічних конфліктів і створити більш узгоджену сукупність академічної, активістської та юридичної роботи навколо них. У деяких справах, які передавалися на стадію судового розгляду, інколи за допомогою низових рухів за екологічну справедливість, претензії місцевих громад були визнані та відшкодовані.
Екологічна справедливість включає в себе кілька вимірів, які включають визнання, розподільну або процедурну справедливість. Судові справи здебільшого спрямовані на справедливий розподіл, хоча іноді вони мобілізують визнання або процесуальні аспекти екологічної справедливості. Технічний інструмент, відомий як зобов'язання щодо навколишнього середовища, може бути використаний для вимагання відшкодування збитків постраждалим громадам.

## Соціальні рухи
Конфлікти щодо екологічного розподілу породили багато рухів за екологічну справедливість по всьому світу. Дослідники екологічної справедливості прийшли до висновку, що ці конфлікти є силою сталого розвитку. Ці вчені вивчають динаміку, яка спонукає ці конфлікти до успіху чи поразки екологічної справедливості.
У всьому світі близько 17 % усіх екологічних конфліктів, зареєстрованих в EJAtlas, повідомляють про «успіхи» екологічного правосуддя, такі як зупинка нежиттєздатного проекту або перерозподіл ресурсів у більш рівноправний спосіб. 
Рухи зазвичай формують свій репертуар суперечок як форми протесту та прямі дії, на які впливає національне та місцеве походження. У боротьбі за екологічну справедливість біофізичні характеристики конфлікту можуть надалі формувати форми мобілізації та прямої дії. Стратегії опору можуть використовувати «структури біофізичних можливостей», де вони намагаються ідентифікувати, змінити або порушити шкідливі екологічні процеси, з якими вони стикаються.
Нарешті, «рамки колективної дії» рухів, що виникають у відповідь на екологічні конфлікти, стають дуже потужними, коли вони кидають виклик основним відносинам людських суспільств із навколишнім середовищем. Ці рамки часто виражаються через змістовні гасла протесту, які вчені називають «словником екологічної справедливості» і включають такі поняття та фрази, як «екологічний расизм», «плантації дерев — це не ліси», «зберігайте нафту в ґрунті», «тримати вугілля в ямі» тощо, резонуючи та співчуваючи тим спільнотам, які постраждали від ОДГ.

### Екологічність бідних
Деякі вчені розрізняють екологічні конфлікти, які мають на меті сталість або збереження ресурсів, і екологічні конфлікти в більш широкому сенсі (якими є будь-які конфлікти щодо природних ресурсів). Перший тип конфлікту породжує захист бідних, коли захисники навколишнього середовища захищають свою землю від деградації промисловими економічними силами. Конфлікти захисників навколишнього середовища, як правило, є інтермодальними конфліктами, в яких використання селянської чи сільськогосподарської землі суперечить промисловому використанню (такому як видобуток корисних копалин). Внутрішньомодні конфлікти, в яких селяни сперечаються між собою про використання землі, можуть не бути екологічними.
У цьому поділі такі рухи, як La Via Campesina (LVC) або Міжнародний комітет планування продовольчого суверенітету (IPC), можна вважати серединою між цими двома підходами. Захищаючи селянське сільське господарство та проти великомасштабного капіталістичного промислового сільського господарства, як LVC, так і IPC зробили фундаментальний внесок у просування агроекології як сталої моделі сільського господарства в усьому світі, прийнявши інтермодальний підхід проти промислового сільського господарства та забезпечуючи нові джерела освіти для бідних верств населення. спільноти, які могли б стимулювати свідому інтеграцію в перерозподіл ресурсів. Подібне ставлення сформувало дії бразильського руху безземельних сільськогосподарських робітників (MST) у тому, як він боровся з ідеєю продуктивності та використання хімічних продуктів кількома реаліями агробізнесу, які знищують ресурси, багаті родючістю та біорізноманіттям.
Такі рухи часто ставлять під сумнів домінуючу форму оцінки використання ресурсів (тобто грошову оцінку та аналіз витрат і вигод) і переглядають цінності, які вважаються важливими для стійкості. Іноді, особливо коли опір слабшає, висуваються вимоги грошової компенсації (в рамках «слабкої стійкості»). Ті самі групи, в інший час або коли відчувають себе сильнішими, можуть сперечатися про цінності, які не співмірні з грошима, наприклад, територіальні права корінного населення, незворотні екологічні цінності, право людини на здоров'я або святість перевизначення самого економічного, екологічного та соціальні принципи, що лежать в основі конкретних видів використання Матері-Землі, неявно захищаючи концепцію «сильної стійкості». У конкуренції та навколишньому середовищі такі інтермодальні конфлікти є тими, які найбільш явно примушують до ширших переходів до стійкості.

## Вирішення конфліктів
Окрема сфера вирішення конфліктів під назвою «Вирішення екологічних конфліктів» зосереджується на розробці спільних методів послаблення та вирішення екологічних конфліктів. У сфері практики люди, які працюють над вирішенням конфліктів, зосереджуються на співпраці та досягненні консенсусу між зацікавленими сторонами. Аналіз таких процесів розв'язання виявив, що найкращим прогнозом успішного розв'язання є достатні консультації з усіма залученими сторонами. Новим інструментом із певним потенціалом у цьому відношенні є розробка відеоігор, які пропонують гравцям різні варіанти вирішення конфліктів щодо ресурсів навколишнього середовища, наприклад, у секторі рибальства.

## Критика
Деякі вчені критикують акцент на природних ресурсах, який використовується в описах екологічних конфліктів. Часто ці підходи зосереджуються на комерціалізації природного середовища, не визнаючи цінності здорового середовища, що лежить в основі цього.